# Gesellschaftsarzt
Gesellschaftsärzte sind für private Versicherungsunternehmen arbeitende Ärzte. Gesellschaftsärzte sind somit Spezialisten der Versicherungsmedizin. Ihre Hauptaufgabe besteht insbesondere in der Risikoeinschätzung von vorbestehenden Erkrankungen. Die Erstellung von Prognosen ist dementsprechend sehr bedeutungsvoll; besonders bei Lebensversicherungen. Hierbei führen besonders die genetischen Tests immer wieder zu Diskussionen. Ferner unterstützen Gesellschaftsärzte Versicherungen auch beim Entwickeln von neuen Produkten. Fachliche Gemeinsamkeiten gibt es mit der Rechtsmedizin, der Arbeitsmedizin und der Sozialmedizin.